# Ровець
Рове́ць (Ріве́ць) — річка в Україні, у межах Жмеринського і Вінницького районів Вінницької області. Права притока Південного Бугу (басейн Чорного моря).

## Опис
Довжина річки 37 км, площа басейну 221 км². Заплава завширшки 0,5—0,7 км. Річище помірно звивисте, завглибшки 0,5—1,5 м. Похил річки 2,3 м/км. Споруджено кілька ставків. 

## Розташування
Ровець бере початок між селами Дубова і Петрані. Тече у межах Подільської височини на схід і (в нижній течії) на південний схід. Впадає до Південного Бугу на південно-східній околиці села Рівець, що на північ від міста Гнівані. 

## Притоки
- Тепличка
- Річка без назви — ліва притока. Бере  початок на південному сході від села Некрасового. Тече переважно на південний схід через Медвеже Вушко та Горбанівку і впадає у Ровець за 4 км від його гирла. Довжина річки 8 км, площа басейну - 31,3 км².

- Річка без назви — ліва притока. Бере початок на південний захід від Зоринців. Тече переважно на південний схід через Почапинці й на схід від Свободи впадає в Ровець за 24 км від його гирла. Довжина річки — 5,5 км, площа басейну - 7,7 км².